# ジョージ・ウォルドグレイヴ (第5代ウォルドグレイヴ伯爵)
第5代ウォルドグレイヴ伯爵ジョージ・ウォルドグレイヴ（英語: George Waldegrave, 5th Earl Waldegrave、1784年7月13日 – 1794年6月29日）は、グレートブリテン王国の貴族。

## 生涯
第4代ウォルドグレイヴ伯爵ジョージ・ウォルドグレイヴとエリザベス・ウォルドグレイヴの息子として、1784年7月13日に生まれた。
1789年10月22日に父が死去すると、ウォルドグレイヴ伯爵の爵位を継承したが、1794年6月29日にイートン近くのテムズ川で溺れて死去した。弟ジョンが爵位を継承した。